# Pier Paolo Jacometti

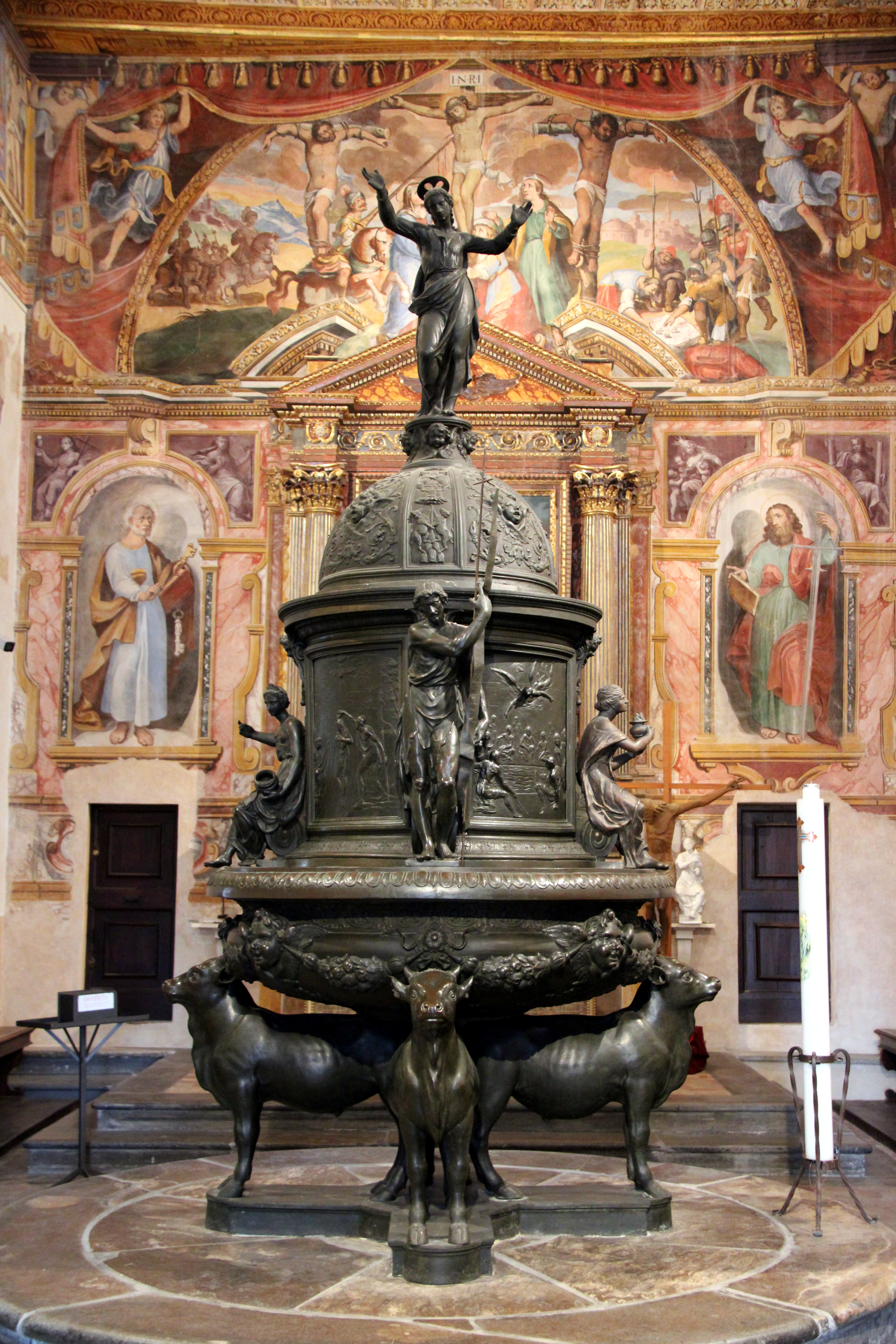
Chrzcielnica z brązu, 1629 w kościele św. Jana Chrzciciela w Osimo

Pier Paolo Jacometti (ur. 1580 w Recanati, zm. 1658 tamże) – włoski rzeźbiarz i odlewnik, tworzący na terenach regionu Marche w okresie baroku.

## Życiorys
Był wnukiem rzeźbiarza Antonia Calcagniego. Początkowo uczył się malarstwa jako uczeń Cristofora Roncallego, jednego z trzech artystów znanych jako Pomarancio. Po zakończeniu szkolenia zdecydował jednak poświęcić się twórczości rzeźbiarskiej.
Jednymi z jego wczesnych realizacji były fontanny: Dei Galli (1614–1616) oraz Della Madonna (1620) w Loreto, które wykonał z pomocą swego brata Tarquinia Jacomettiego. Założył odlewnie w Faenzy, Maceracie, Recanati i Ascoli Piceno.
Jego śmierć w 1658 położyła kres miejscowej szkole rzeźbiarzy.